# جیمز بلیش
جیمز بنجامین بلیش (انگلیسی: James Blish; ۲۳ مهٔ ۱۹۲۱ – ۳۰ ژوئیهٔ ۱۹۷۵) نویسنده، علمی تخیلی و فانتزی اهل ایالات متحده آمریکا بود که بین سال‌های ۱۹۴۰ تا ۱۹۷۵ میلادی فعالیت می‌کرد. او برای شهرت زیادی که در «رمان‌های شهرها در پرواز» و سریال استار ترک که با کمک همسرش (J. A. Lawrence) نوشته شده‌است شناخته شده‌است. او با ایجاد واژهٔ غول‌پیکر برای اشاره به پیکرهای بزرگ سیاره‌ای اعتبار داده‌است. بلیش یکی از اعضای Futurians بود. [۱] اولین داستان‌های منتشر شده او در داستان‌های سوپرآشنا و داستانهای شگفت‌انگیز ظاهر شدند.
Blish نقد ادبی از علم تخیلی را با استفاده از نام قلم ویلیام آتلیز جونی نوشت. نام‌های دیگر او شامل دونالد لارتی، جان مکدوگال و آرتور لویید مریلن بود. وی همچنین برندهٔ جوایزی همچون جایزه ادبی هوگو برای بهترین رمان شده‌است.